# Брукмил
Брукмил (њем. Bruckmühl) град је у њемачкој савезној држави Баварска. Једно је од 46 општинских средишта округа Розенхајм. Према процјени из 2010. у граду је живјело 15.993 становника. Посједује регионалну шифру (AGS) 9187122.

## Географски и демографски подаци
Брукмил се налази у савезној држави Баварска у округу Розенхајм. Град се налази на надморској висини од 511 метара. Површина општине износи 50,2 km². У самом граду је, према процјени из 2010. године, живјело 15.993 становника. Просјечна густина становништва износи 318 становника/km².

## Међународна сарадња
| Мјесто            | Држава   | Врста сарадње | Од    |
| ----------------- | -------- | ------------- | ----- |
| Брук ан дер Лајта | Аустрија | партнерство   | 1974. |
| Извор             |          |               |       |